# Kacper Tkocz
Kacper Tkocz (ur. 29 stycznia 2005) – polski żużlowiec występujący aktualnie w ROW-ie Rybnik.

## Kariera sportowa
Swoją karierę rozpoczął zdaniem licencji „Ż” 27 maja 2021 roku na torze w Bydgoszczy. Chwilę później, bo 11 czerwca zaliczył swój debiut na ligowych torach. Wystartował w spotkaniu ROW-u Rybnik z Unią Tarnów na pozycji juniora i w swoich trzech regulaminowych startach nie zdobył punktu. W sezonie 2021 wystartował jeszcze w trzech pozostałych meczach, jednak podobnie tak jak w swoim debiutanckim spotkaniu - nie zdobył w nich ani jednego punktu. Sezon 2022 rozpoczął od kontuzji (17 marca na treningu złamał obojczyk) przez co ominął pierwsze spotkanie sezonu z Landshut Devils. Na pierwsze punkty ligowe musiał czekać aż do 5 czerwca. Wówczas dzięki wykluczeniu Fabiana Ragusa w biegu juniorskim dojechał do mety na trzecim miejscu co dało jeden punkt. W kolejnym spotkaniu z Startem Gniezno ponownie nie zdobył punktu. 26 czerwca w domowym meczu przeciwko Polonii Bydgoszcz pokonał w 8 biegu Olega Michaiłowa który został jego pierwszym pokonanym rywalem w lidze. Startując w trzech biegach zakończył to spotkanie z 3 punktami i 1 bonus. Następne punkty w tym roku przyszły razem z pierwszym podwójnym biegowym zwycięstwem w spotkaniu z osłabionym Wybrzeżem Gdańsk. W czwartym biegu zawodów razem z Nicolaiem Klindtem dowiózł za doświadczonym duńczykiem 2 punkty okraszone bonusem. Zawody zakończył z dorobkiem 4 punktów i 1 bonusem. Do końca sezonu nie zdołał zdobyć większej ilości punktów. W sezonie 2022 reprezentował również barwy ROW-u Rybnik w Drużynowych MIstrzostwach Polski Juniorów. W roku 2023 jego kariera rozkwitła. Mimo że pierwsze i trzecie spotkanie sezonu zakończył z brakiem punktów to we wszystkich pozostałych osiemnastu spotkaniach sezonu zdobywał minimum 1 punkt. Najlepsze występy zanotował w Gdańsku (2,u,1), w Ostrowie Wielkopolskim (2,1,w,0,0), w Bydgoszczy gdzie po raz pierwszy w karierze zwyciężył w biegu ligowym (0,3,0) oraz w spotkaniu finałowym w Zielonej Górze (1,0,0,2,2,0) gdzie pokonał drugiego najlepszego zawodnika rozgrywek - Przemysława Pawlickiego. W 2023 roku poza startem w 1 lidze, DMPJ, reprezentował również ROW Rybnik w eliminacjach do MMPPK gdzie zaliczył swój pierwszy komplet punktów w jakichkolwiek zawodach w karierze (3,3,3,3).

## Szczegółowe starty w lidze
| Sezon 2021      | Sezon 2021   | Sezon 2021     | Sezon 2021  |
| Rodzaj Zawodów  | Miejsce      | Data           | Punktacja   |
| --------------- | ------------ | -------------- | ----------- |
| 1 Liga Runda 5  | Rybnik       | 11 czerwca     | d,0,0       |
| 1 Liga Runda 10 | Tarnów       | 20 czerwca     | 0,0,0       |
| 1 Liga Runda 3  | Rybnik       | 27 czerwca     | 0,-,0       |
| 1 Liga Runda 11 | Rybnik       | 5 lipca        | w,w,u       |
| Sezon 2022      |              |                |             |
| Rodzaj Zawodów  | Miejsce      | Data           | Punktacja   |
| 1 Liga Runda 1  | Łódź         | 22 kwietnia    | 0,0,-       |
| 1 Liga Runda 3  | Rybnik       | 2 maja         | 0,0,0       |
| 1 Liga Runda 5  | Rybnik       | 8 maja         | 0,0,0       |
| 1 Liga Runda 4  | Bydgoszcz    | 15 maja        | 0,-,0       |
| 1 Liga Runda 6  | Gdańsk       | 22 maja        | u,-,u       |
| 1 Liga Runda 7  | Rybnik       | 29 maja        | 0,0,0       |
| 1 Liga Runda 8  | Zielona Góra | 5 czerwca      | 1,-,-       |
| 1 Liga Runda 10 | Gniezno      | 23 czerwca     | d,0,0       |
| 1 Liga Runda 11 | Rybnik       | 26 czerwca     | 1,-,1*,1    |
| 1 Liga Runda 12 | Krosno       | 3 lipca        | w,-,-       |
| 1 Liga Runda 9  | Rybnik       | 10 lipca       | 2,2*,0      |
| 1 Liga Runda 13 | Landshut     | 17 lipca       | w,u,-       |
| 1 Liga Runda 14 | Rybnik       | 23 lipca       | u,0,-       |
| Sezon 2023      |              |                |             |
| Rodzaj Zawodów  | Miejsce      | Data           | Punktacja   |
| 1 Liga Runda 2  | Ostrów       | 16 kwietnia    | w,d,0       |
| 1 Liga Runda 1  | Rybnik       | 20 kwietnia    | 0,1,0       |
| 1 Liga Runda 3  | Bydgoszcz    | 23 kwietnia    | 0,0,-       |
| 1 Liga Runda 5  | Poznań       | 7 maja         | 0,w,1       |
| 1 Liga Runda 4  | Rybnik       | 12 maja        | u,1,w       |
| 1 Liga Runda 6  | Rybnik       | 20 maja        | 1*,0,0      |
| 1 Liga Runda 7  | Landshut     | 28 maja        | 1,0,0,0     |
| 1 Liga Runda 8  | Rybnik       | 4 czerwca      | 1,0,0       |
| 1 Liga Runda 10 | Rybnik       | 18 czerwca     | 0,1,0       |
| 1 Liga Runda 11 | Gdańsk       | 24 czerwca     | 2,u,1       |
| 1 Liga Runda 12 | Rybnik       | 8 lipca        | 1*,0,0      |
| 1 Liga Runda 13 | Rybnik       | 23 lipca       | 1,d,0       |
| 1 Liga Runda 14 | Zielona Góra | 12 sierpnia    | 1,0,0,1     |
| 1 Liga Runda 15 | Rybnik       | 20 sierpnia    | 1,0,1       |
| 1 Liga Runda 16 | Ostrów       | 26 sierpnia    | 2,1,w,0,0   |
| 1 Liga Runda 17 | Rybnik       | 10 września    | 1,0,1       |
| 1 Liga Runda 18 | Bydgoszcz    | 17 września    | 0,3,0       |
| 1 Liga Runda 19 | Rybnik       | 29 września    | 1,0,0,1,t,0 |
| 1 Liga Runda 20 | Zielona Góra | 8 października | 1,0,0,2,2,0 |